# Клеменс Куровский

Герб Кур рыцарского рода Куровых, оригинальный герб Клеменса Куровского.

Клеменс Куровский из Дрозоевице и Курова (пол. Klemens Kurowski z Drożojewic i Kurowa; около 1340, Drożejowice, Свентокшиское воеводство — около 1405) — польский дворянин и сенатор, каштелян жарнувский. Историк и геральдист Бартош Папоцкий включил его в Herby rycerstwa polskiego.

## Биография
В 1370 году Клеменс Куровский занял Курув в бывшем Щижицком повете недалеко от Виснича, который с тех пор был его главной резиденцией. В 1396—1405 годах занимал должность каштеляна жарнувского. Также он носил титул старосты конинского в 1398—1400 годах и являлся сенатором. Клеменс Куровский был одним из самых доверенных рыцарей из круга Яна Кмиты, старосты краковского и русского.
Клеменс был первым в своей семье, кто использует герб «Шренява». В соответствии с часто практиковавшимся обычаем, возникшим в связи с действовавшей в ту эпоху системой военных знамен, он заменил использовавшийся ранее рыцарский фамильный герб «Кур» — на герб «Шренява» Яна Кмиты из Виснича, старосты русского.
Клеменс происходил из мазовецкого рода Куровых, поселившегося в Малой Польше после вторжения в Краковское воеводство князя Конрада Мазовецкого. В 1399 году Клеменс Куровский перенес свою ставку в Курув в Пулавском повяте, который принадлежал семье по гранту от короля Владислава Локетка и для которого город — его сын Пётр Куровский, староста люблинский, получил от короля Владислава III (6 января 1442 года) разрешение на пожалование городу Магдебургского права. В качестве городского герба этому городу был присвоен бывший рыцарский герб этой семьи — Кур Белый. Принимая во внимание динамичное развитие новой родовой резиденции, Клеменс в 1399 году купил у Яна Бейсце замок в Бохотнице, недалеко от Курова, и прилегающую к Курову деревню, названную Клементовице по имени нового покупателя. В конце XV века, после исчезновения потомков мужского пола рода Куровских, все имение перешло по наследству к внучке Клеменса — Анне Збонской, герб Наленч.
Самый старый документ, подписанный Клеменсом Куровским печатью с гербом Шренявы, датируется 1396 годом, и был подготовлен в первый год пребывания на должности каштеляна жарнувского.
Клеменс Куровский был женат дважды. Его первая жена Дорота оставила после себя сыновей Николая и Яна, а от второй жены Катажины родились Петр, Анна и Эльжбета. Двое сыновей Клеменса достигли значительных политических позиций:
- Петр Куровский из Курова, староста люблинский, каштелян новы-сончский и люблинский
- Николай Куровский — архиепископ гнезненский, канцлер коронный.